# Feestdag van de Vlaamse Gemeenschap

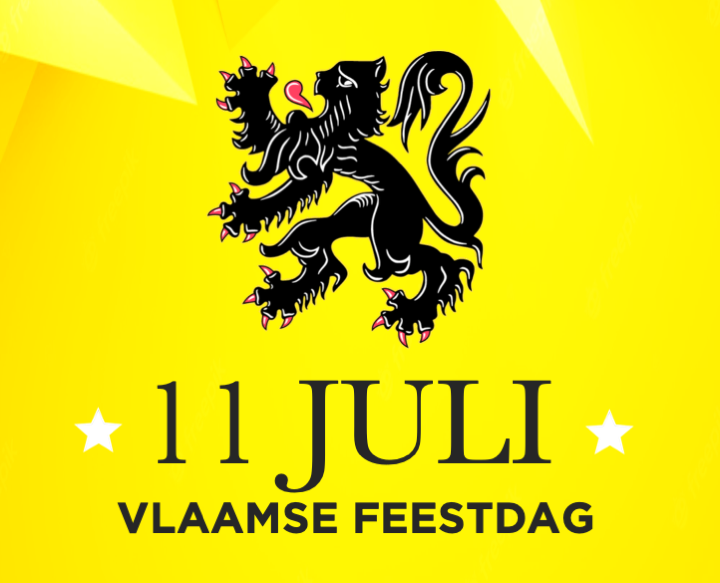
Een 11 juli banner.

De Feestdag van de Vlaamse Gemeenschap of ook de 'Vlaamse feestdag' genaamd is de officiële feestdag van Vlaanderen en een onofficiële feestdag in Frans-Vlaanderen op 11 juli. Op de Vlaamse feestdag en de dagen er rond organiseren verschillende steden en gemeenten verschillende 11 juli-vieringen, volksfeesten en optredens. De lokale besturen en inwoners hangen de Vlaamse vlag uit. Ook op 11 juli reikt de Vlaamse regering de eretekens van de Vlaamse Gemeenschap uit voor verdienstelijke Vlamingen.

## Oorsprong

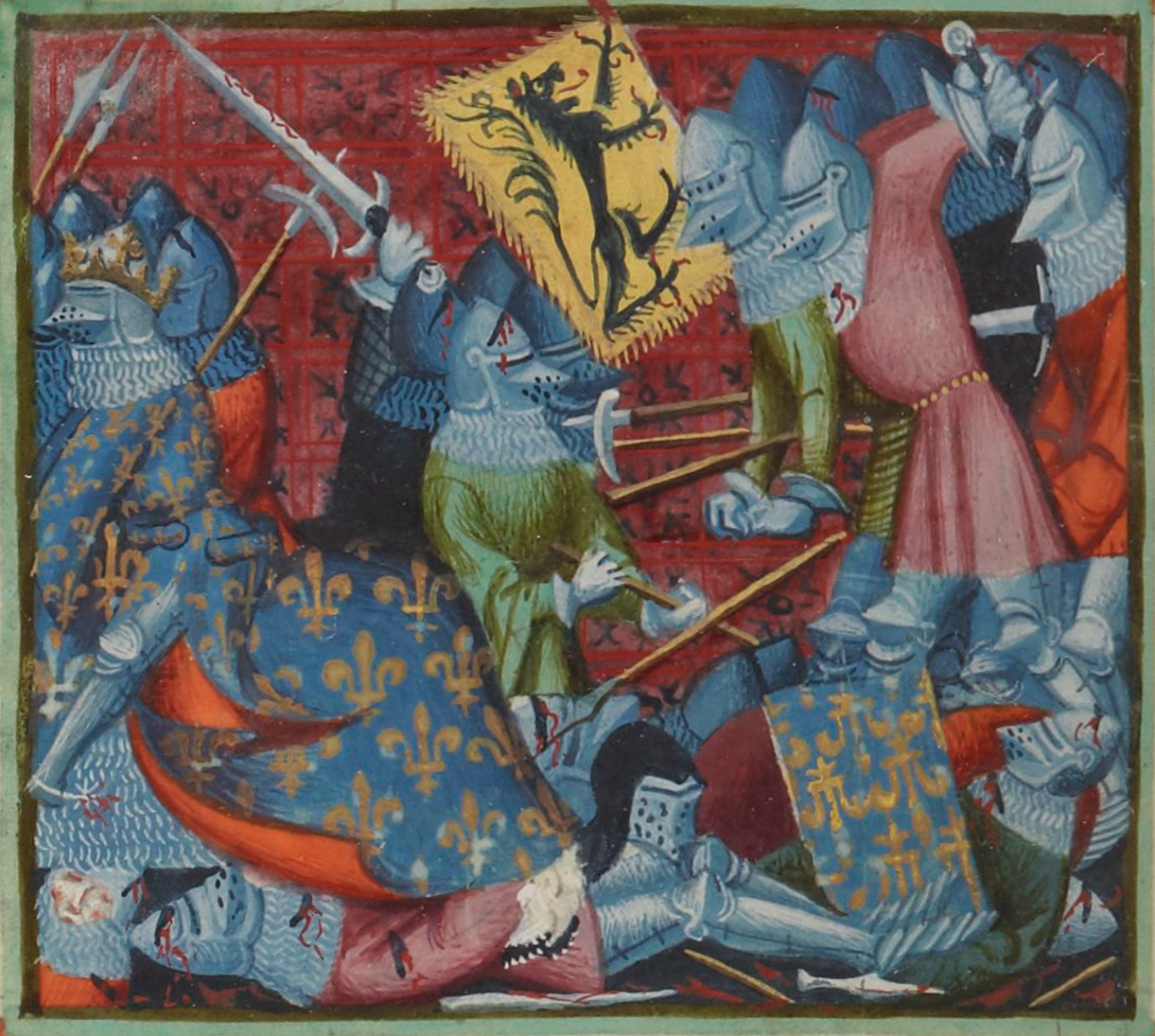
De Guldensporenslag in 1302.

De Vlaamse feestdag herdenkt de Guldensporenslag op 11 juli 1302 waarbij milities van de Vlaamse steden en het graafschap Namen een leger van Franse en Brabantse ridders te paard versloegen, aan de Groeningekouter bij Kortrijk. De Vlaamse milities bestonden voornamelijk uit een leger van ambachtslieden en boeren. Deze veldslag is later in de geschiedenis de Guldensporenslag genoemd, naar de vele gulden sporen die na de slag teruggevonden werden op de Groeningekouter te Kortrijk.
Tijdens de Vlaamse feestdag staat de Vlaamse symboliek centraal. De Vlaamse leeuw als symbool gaat terug tot de graven van Vlaanderen in de 12e eeuw. De Vlaamse Leeuw als lied ontstond in dezelfde romantische tijdgeest als Hendrik Consciences roman De Leeuw van Vlaanderen. In 1973 werden voor het eerst door de Nederlandse Cultuurgemeenschap (voorloper van de Vlaamse overheid), de officiële symbolen van Vlaanderen erkend. De officiële Vlaamse symboliek zijn sinds 1990: de Vlaamse vlag, het wapenschild van Vlaanderen, het volkslied en feestdag van de Vlaamse Gemeenschap.

## Vlaanderen feest!

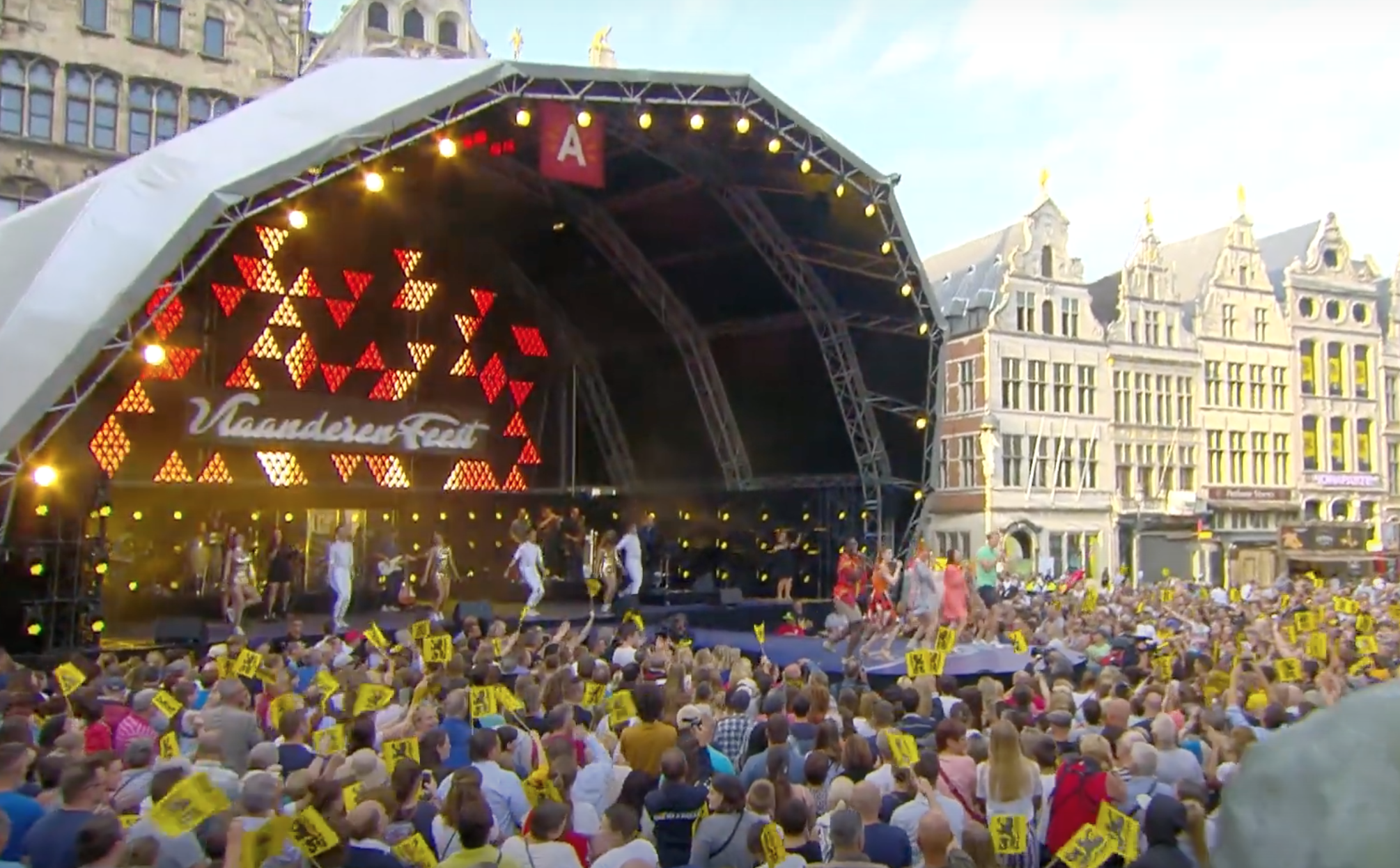
Vlaanderen feest! in 2019 op de Grote Markt in Antwerpen.

In het verleden stonden de traditionele 11 juli-vieringen centraal in de beleving van de Vlaamse feestdag, echter groeide de Vlaamse feestdag laatste decennia uit tot een grootschalig volksfeest. In 2022 waren er meer dan 1.000 lokale straat-, buurt- en verenigingsinitiatieven ter gelegenheid van de Vlaamse feestdag, vaak gesubsidieerd door de Vlaamse overheid. Ook de Vlaamse media viert de Vlaamse feestdag, zo organiseert VRT mee een groot feest op de Grote Markt in Antwerpen. Het is ook de jaarlijkse gewoonte dat er een traditionele 11 juli-viering doorgaat in het stadhuis van Brussel. Radio 2 brengt ieder jaar een Vlaanderen Feestlied uit, een overzicht:
- 2002: Vlaanderen boven door Raymond van het Groenewoud
- 2012: Vlaanderen Feest door De Romeo's
- 2014: Vlaanderen Feest! door Bart Kaëll
- 2015: Omdat ik Vlaming ben door Willy Sommers, Bart Kaëll, De Romeo's en Garry Hagger
- 2016: Vlaanderen boven een nieuwe versie door Raymond van het Groenewoud
- 2017: Vlaanderen Feest door Jelle Cleymans
- 2018: Hier voel ik me thuis door Barbara Dex
- 2019: Vlaanderen m'n land door #LikeMe van Will Tura
- 2020: Allemaal een nieuwe versie door Wim Soutaer, Willy Sommers, Brahim & Zita Wauters
- 2021: Sterker Dan Ooit door Willy Sommers
- 2022: Als de zon schijnt door Jérémie Vrielynck en Sali Haidara
- 2023: Feest door Stan Van Samang

## Betaalde feestdag
De Vlaamse feestdag is per definitie een officiële erkende feestdag maar is tot op heden nog geen betaalde feestdag voor alle Vlamingen. De feestdag is wel een betaalde feestdag voor Vlaamse ambtenaren en binnen bepaalde sectoren. In 2020 besliste de federale regering onder leiding van Alexander De Croo (Open VLD) om de deelstaten de mogelijkheid te geven hun feestdag een betaalde feestdag te maken. In 2022 riep Vlaams minister-president Jan Jambon (N-VA) de federale regering op om werk te maken van de Vlaamse feestdag als een betaalde feestdag.